# Simon Admiraal
Simon Admiraal (Dordrecht, 26 december 1917 – Voorburg, 28 mei 1997) was een Nederlands pianist, organist en muziekpedagoog.
Hij werd geboren binnen het gezin van ambtenaar Daniël Johannes Admiraal en telegrafiste Bertha Maria van Dijk. Hij ligt begraven op de Oosterbegraafplaats te Voorburg.
Simon Admiraal kreeg, nadat hij al op zijn derde piano probeerde te spelen, op zijn zevende al een muzikale opleiding van Henri Haagmans aan de muziekschool in Dordrecht. Daarna volgde docent Karel Textor aan het Haags Conservatorium (voorbereidende klas). Tevens kreeg hij privéles van Johanna Wagenaar. Nadat de jongen zijn gymnasium had afgerond kon hij verder leren in de muziek bij Everhard van Beijnum (piano) en Adriaan Engels (orgel). Hij kreeg zijn A-diploma piano in 1940 en zijn B in 1941, waarbij drie en vijf onderscheidingen (algemene muzikale eigenschappen, virtuositeit, voordracht, toonvorming en solistische eigenschappen) kreeg. In 1941 trad hij op in Pulchri, samen met pianiste Agnes Jama. In 1943 mocht hij de Mr. Fock-medaille in ontvangst nemen en haalde de Prix d’excellence. Die laatste haalde hij met een uitvoering van een drietal pianoconcerten (Bach, Brahms en Saint-Saëns met het Residentieorkest onder leiding van Toon Verhey. Hij ging verder studeren in Parijs aan de hand van een Franse studiebeurs. Zijn orgelspel hield hij op peil als organist van de Waalse kerk (Den Haag).  Hij werd zelf leraar aan de muziekschool in Leiden (1943), repetitor (1942-1944) en (hoofd)docent piano (1944 tot minstens 1955) aan het Haags Conservatorium. Hij zat ook in examencommissies. Ondertussen gaf hij recitals en concerten, waarbij hij zijn “oude collega” Agnes Jama niet vergat, hij speelde af en toe een aantal werkjes van haar.
Simon Admiraal leidde op zijn beurt Diderik Wagenaar (achterneef van Johan Wagenaar) op. Admiraal schreef ook een prelude en fuga voor orgel, alsmede een Albumblad voor piano.